# Stazione di Ragusa Ibla
La stazione di Ragusa Ibla è una stazione ferroviaria passante di superficie situata a nord del centro abitato barocco lungo la linea Caltanissetta Xirbi-Gela-Siracusa.

## Storia
La stazione, in origine denominata "Ragusa Inferiore", venne attivata il 18 giugno del 1893 in seguito alla costruzione della ferrovia realizzata dalla Società per le Strade Ferrate della Sicilia per la connessione dei numerosi ed importanti centri abitati delle provincie di Siracusa, Ragusa e Caltanissetta con la Sicilia centrale ed ai porti, di imbarco delle merci di Siracusa, Pozzallo e Licata.
Assunse la denominazione attuale nel 1922.
La stazione di Ragusa Ibla perse ogni traffico regolare all'inizio degli anni novanta per lo scarso movimento e il fabbricato venne ceduto a privati. Oggi l'edificio della stazione è stato rimodernato e trasformata in un ristorante.
Nel periodo estivo negli anni 2020 e 2021 la stazione è stata ripristinata come fermata per i "Treni del Barocco" tra Siracusa e Donnafugata.

## Strutture e impianti

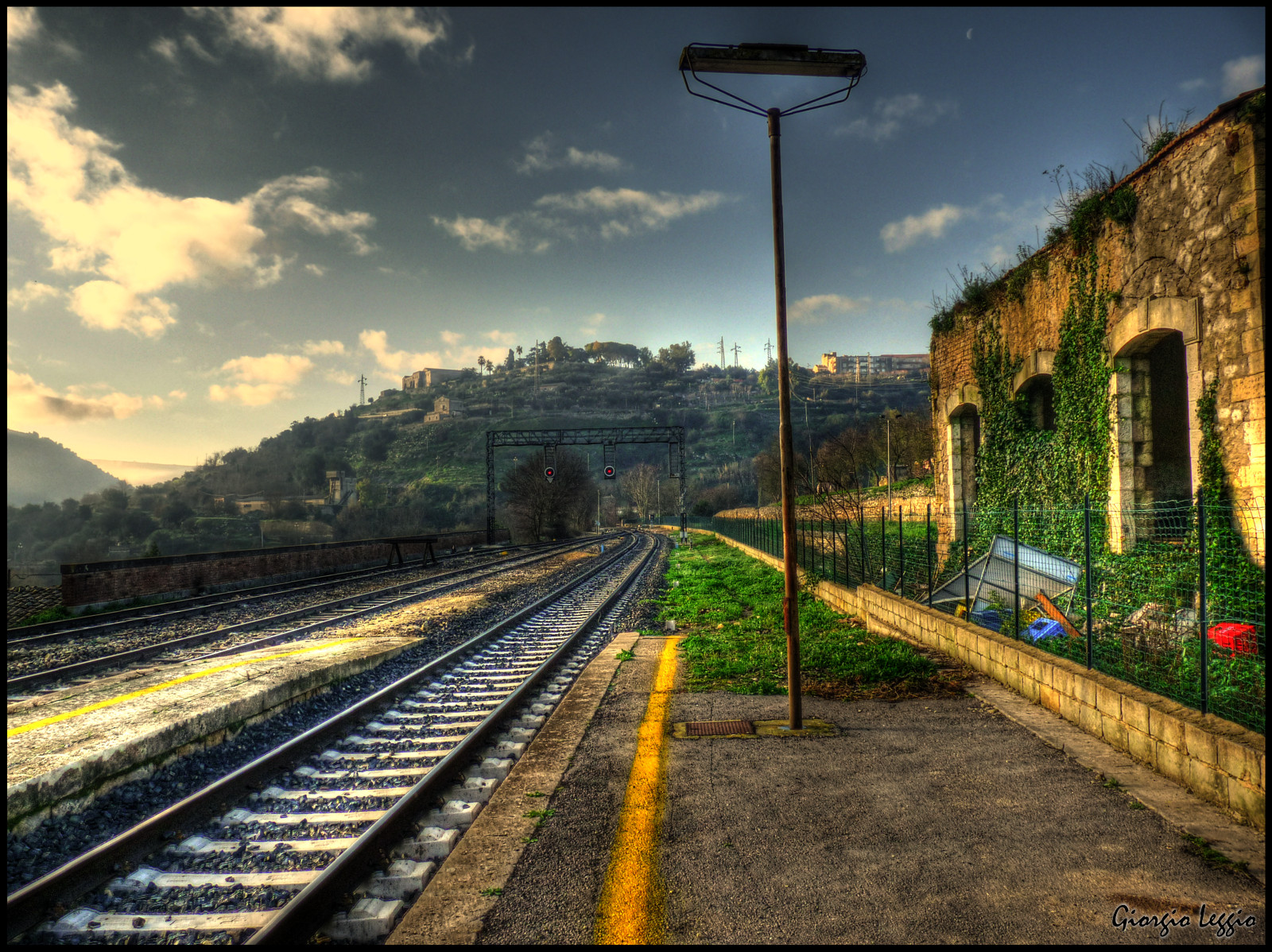
Veduta di Ibla dalla stazione.

La stazione di Ragusa Ibla era dotata di torre dell'acqua e ampio scalo perché qui stazionavano le locomotive da aggiungere per la spinta in coda ai treni pesanti in salita verso Ragusa superiore. Del fascio binari i primi due sono provvisti di banchina per il servizio passeggeri.